# Gonzalo Sánchez de Somoza Quiroga
Gonzalo Sánchez de Somoza Quiroga (1575 – 14 de agosto de 1644) foi um prelado católico romano que serviu como bispo de Mondoñedo (1638–1644).

## Biografia
Gonzalo Sánchez de Somoza Quiroga nasceu em Santa María de Ferreira, em Espanha. No dia 21 de junho de 1638, foi escolhido pelo Rei da Espanha e confirmado pelo Papa Urbano VIII como Bispo de Mondoñedo. A 23 de janeiro de 1639, foi consagrado por Fernando Andrade Sotomayor, arcebispo de Burgos com Bartolomé Santos de Risoba, bispo de León, e Cristóbal Guzmán Santoyo, bispo de Palencia, servindo como co-consagradores. Serviu como Bispo de Mondoñedo até à sua morte a 14 de agosto de 1644. Enquanto bispo, foi o co-consagrador principal de Diego Martínez Zarzosa, Bispo de Tui (1644).